# Zenobia
Septimia Zenobia (en griego antiguo: Ζηνοβία / Zēnobía; en arameo: בת זבי / Bat-Zabbai‎, c. 240-c. 274), fue la segunda mujer del príncipe Septimio Odenato de Palmira, dependiente del Imperio romano, y gobernante del Imperio de Palmira entre 267 y 272, tras el asesinato de su marido en 267, cuando tomó el poder en nombre de su joven hijo y heredero.
Aprovechando las disputas en el interior del imperio romano por su liderazgo, el reino de Palmira se sublevó e intentó crear su propio imperio con la intención de dominar a los dos que lo flanqueaban, el romano y el sasánida. También tenían el incentivo de aprovechar el vacío de poder que el Imperio sasánida aún no había alcanzado a llenar. Las campañas militares de Zenobia le permitieron crear un imperio que abarcaba toda el Asia Menor e incluso logró tomar Egipto con sus tropas en el año 269, ya que allí se había levantado un posible candidato al trono romano. Zenobia logró deponer al pretendiente y reclamó la corona del imperio para su hijo. 
Gobernó Egipto hasta el año 272, cuando fue derrotada y enviada como rehén a Roma por el emperador Aureliano. A partir de este momento, el destino de Zenobia parece confuso. Existen múltiples teorías desde que una enfermedad acabó con la vida de Zenobia, hasta que fue una huelga de hambre o una ejecución por decapitación la causa de su muerte. La versión más optimista y aceptada cuenta que Aureliano quedó tan impresionado por Zenobia que la dejó en libertad, otorgándole una villa en Tibur (actual Tívoli, Italia) donde se convirtió en una filósofa destacada de la alta sociedad, viviendo como una matrona romana más.

## Origen e infancia
La sociedad de Palmira era una amalgama de tribus semíticas (en su mayoría arameos) y Zenobia no puede ser identificada en ningún grupo; como ella era de Palmira, puede que tuviese sangre aramea. La información sobre sus ancestros y sus conexiones familiares inmediatos es escasa y contradictoria. No se sabe nada acerca de su madre y se discute la identidad de su padre. Algunos teorizan que era hija del general Julio Aurelio Zenobio, aunque no hay forma de confirmar esto. Fuentes maniqueas mencionan a una «Nafsha», hermana de la «reina de Palmira», pero esas fuentes son confusas y «Nafsha» puede referirse a Zenobia misma; es dudoso que Zenobia tuviera una hermana.
La Historia Augusta contiene detalles acerca de su corta vida, aunque su grado de certeza es dudoso, en su niñez su pasatiempo era la caza y aparentemente no era una plebeya sino que habría recibido una educación apropiada para una noble muchacha de Palmira. Además de su lengua materna el arameo de Palmira, Zenobia era capaz de hablar en latín y fluidamente el arameo egipcio y el griego.

## Reina de Palmira

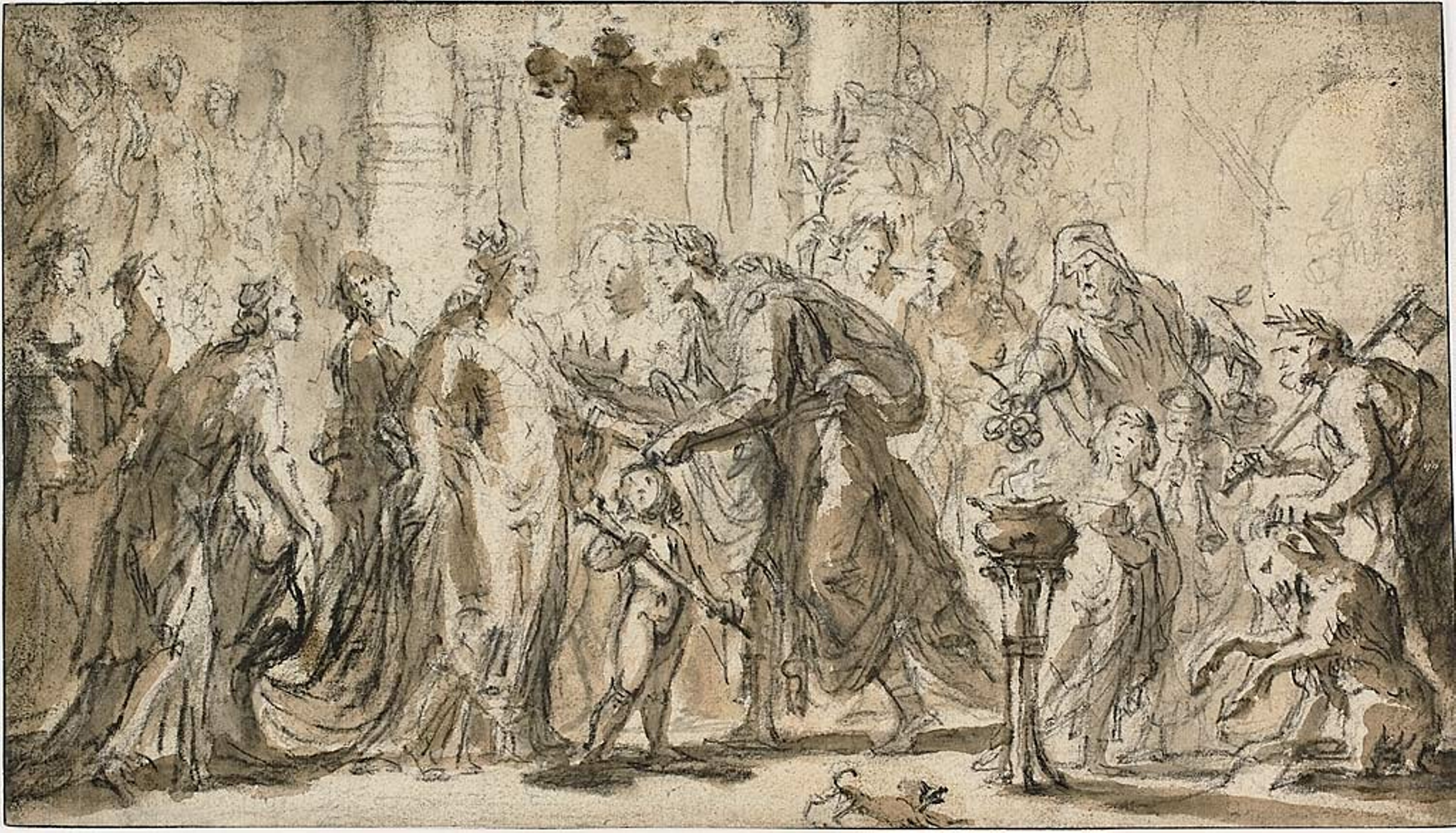
Boda de Zenobia y Odenato,
Justus van Egmont. Cartón para tapiz

Alrededor de 255, con unos 14 años, Zenobia se convirtió en la segunda esposa de Septimio Odenato el raz (señor) de Palmira a partir de 258. Al casarse, adoptó el praenomen Septimia, aunque firmaba con su nombre arameo «Bat-Zabbai». Con este matrimonio se convirtió en la madrastra de Hairan, hijo del primer matrimonio de Odenato. Hairan cogoberno Palmira junto a su padre desde 263.

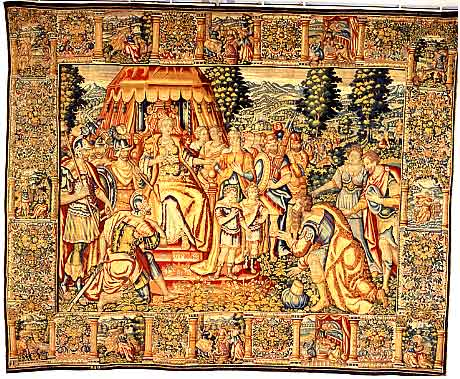
Zenobia sentenciando a muerte a Meonio.

Alrededor de 266, Odenato y Zenobia tuvieron un hijo varón en común, Lucius Iulius Aurelius Septimius Vaballathus Atenodoro, más conocido como Vabalato. En 267 su marido y su hijastro fueron asesinados, su respectivo sobrino y primo Meonio fue acusado, por lo que Zenobia le sentenció a muerte. Su hijo Vabalato tenía entonces solo un año de edad, por lo que Zenobia sucedió a su esposo y gobernó Palmira como regente del menor. A ambos les fueron otorgados los títulos honoríficos de augusta y augusto.
Tras la muerte de Galieno en 268 y viendo que su sucesor, Claudio el Gótico, tenía que dedicar todos sus esfuerzos a contrarrestar una invasión goda, Zenobia sublevó a Palmira e intentó crear su propio imperio. Su objetivo declarado era proteger el Imperio romano de Oriente del Imperio sasánida, por la paz de Roma, sin embargo, sus esfuerzos aumentaron significativamente el poder de su trono. Roma, envuelta en un nuevo periodo de caos debido a las distintas sucesiones, dejó a la reina de Palmira, que estaba bien asentada en su reino, intentar aspirar a crear un tercer imperio, con la intención de dominar a los dos imperios que le flanqueaban. 

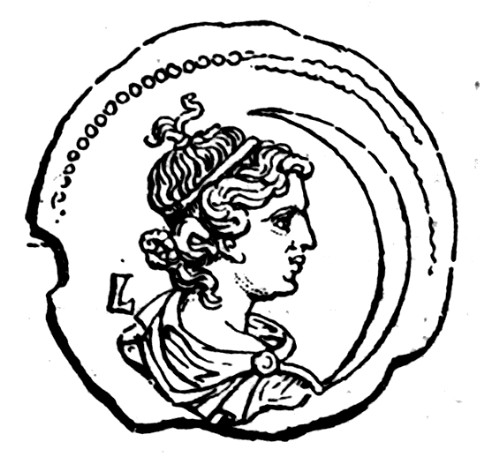
Zenobia

Zenobia fortificó y embelleció la ciudad de Palmira, que contaba entonces con una población que superaba los 150.000 habitantes. Las murallas que rodeaban la ciudad, según se decía, tenían 21 kilómetros de circunferencia. Contaba con una avenida custodiada por grandes columnas corintias de más de 15 metros de altura. Estaba llena de hermosos templos, monumentos, jardines y edificios públicos, entre ellos destacaba el Templo del Sol. 
Zenobia mandó erigir en el año 271 un par de estatuas de ella y de su difunto esposo. También estatuas de héroes y de benefactores se encontraban por toda la ciudad, pidiendo a todos los nobles de la ciudad que mandaran esculpir sus estatuas y con ellas levantaran una columna en la que exhibirlas. Todos los notables de la ciudad, posaron ante los artistas para satisfacción de los ediles. En Palmira podían encontrarse cerca de doscientas estatuas en sus columnas y en las paredes del ágora.
Zenobia fue conquistando nuevos territorios, aumentando el territorio del Imperio de Palmira en memoria de su esposo y como legado a su hijo. 

### Las invasiones de Egipto y Anatolia

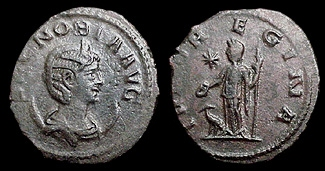
Antoniniano de Zenobia

En 269, Zenobia, su ejército, y el general Zabdas conquistaron violentamente Egipto con la ayuda de su aliado egipcio, Timágenes, y su ejército. El prefecto romano de Egipto, Probo Tenagino y sus fuerzas, trataron de expulsarles de Egipto, pero el ejército de Zenobia capturó y decapitó a Probo. Zenobia se proclamó reina de Egipto y acuñó monedas con su nombre. En ese momento su reino se extendía desde el Nilo hasta el Éufrates.
Después de estas incursiones iniciales, Zenobia llegó a ser conocida como la «reina guerrera del Este» al dirigir personalmente a su ejército, demostrando ser buena jinete, capaz de caminar tres o cuatro millas con sus soldados a pie.
Zenobia hizo expediciones con su gran ejército y conquistó Anatolia hasta Ancira y Calcedonia, y más tarde Siria, Palestina y el Líbano. En su imperio de corta duración, Zenobia tomó rutas de comercio vitales para los romanos.
El emperador Aureliano, subido al trono en el año 270, tras estabilizar la frontera del Danubio, decidió finalmente emprender una campaña militar contra ella. Mandó algunas de sus fuerzas hacia Egipto y el grueso de su ejército hacia el este a través de Asia Menor. Zenobia contaba con un gran ejército, formado por sus arqueros y catafractos comandado por dos generales, Zabdas y Zabbai. Pero Aureliano conquistó Egipto y lanzó sus fuerzas hacia Siria.
Zenobia fue derrotada en la batalla de Emesa (actual Homs), y se retiró a Palmira, donde fue sitiada por Aureliano en 272. Palmira había hecho acopio de víveres y confiaba en la fuerza de sus excelentes arqueros, esperando resistir durante meses, pero gracias a los jefes árabes del desierto, que Zenobia había desdeñado, Aureliano venció la resistencia de la ciudad. Zenobia y su hijo se escaparon de allí en camello con la ayuda de los sasánidas, pero fueron capturados en el río Éufrates por los jinetes de Aureliano, y se ordenó que fueran llevados a Roma. El corto reinado de Zenobia sobre Egipto y el Imperio de Palmira había terminado. Los palmiranos restantes que se negaron a rendirse fueron capturados y ejecutados por orden de Aureliano.

## Zenobia en las artes

### Literatura
- Chaucer narra una historia condensada de la vida de Zenobia en The Monk's Tale, uno de los Cuentos de Canterbury (1387-1400).
- Christine de Pisan narra una historia abreviada de Zenobia en Le Livre de la Cite des Dames (1405)
- La gran Cenobia (1625) de Pedro Calderón de la Barca
- The Living Wood (1947) de Louis de Wohl contiene una referencias a Zenobia.
- The Queen of the East (1956) de Alexander Baron
- Yo, Zenobia, reina de Palmira (1978), de Bernard Simiot
- La vieja sirena (1990), de José Luis Sampedro. Editorial Destino. ISBN 978-84-233-1870-4
- La reina de las caravanas (2000), de Tessa Korber. MR EDiciones. ISBN 978-84-270-2529-5
- La prisionera de Roma (2011), de José Luis Corral. Editorial Planeta. ISBN 978-84-08-09951-2
- Daughter of Sand and Stone (2015), de Libbie Hawker
- Zenobia, reina de Palmira (2021), de Millán Picouto, tragedia en cinco actos incluida en «El macrocosmos». Linteo. ISBN 978-84-123801-0-1

### Pintura
- Historia de Zenobia, reina de Palmira (1661), de Justus van Egmont
- Zenobia, reina de Palmira, de Nicolas Colombel
- La reina Zenobia ante el emperador Aureliano (1717), de Giovanni Battista Tiepolo. Museo del Prado, Madrid
- La reina Zenobia dirigiendo a sus soldados (1725–1730), de Giovanni Battista Tiepolo. NGA, Washington D. C.
- Zenobia, de Carlo Antonio Tavella
- Zenobia cautiva (1878), de Edward Poynter
- La última mirada de Zenobia sobre Palmira, de Herbert Schmalz

### Música
- Zenobia (1977) de Fairuz, escrita y compuesta por los Rahbani Brothers.

#### Óperas
Véase también «Zenobia en la música clásica»
- Zenobia (1694) de Tomaso Albinoni
- Zenobia in Palmira (1725) de Leonardo Leo
- Zenobia (1761) de Johann Adolph Hasse
- Zenobia in Palmira (1789) de Pasquale Anfossi
- Zenobia in Palmira (1790) de Giovanni Paisiello
- Aureliano in Palmira (1813) de Gioachino Rossini
- «Zenobia Queen of Palmyra» (1882) de Silas G. Pratt
- Zenobia (2007) de Mansour Rahbani

### Escultura
- Zenobia, Reina de Palmira (1857) de Harriet Hosmer, Art Institute of Chicago
- Zenobia encadenada (1859) de Harriet Hosmer, Museo de Arte de San Luis
- Queen Zenobia (2016), Hotel Inspirato Ciudad Guayana

### Películas
- Sheba and the Gladiator (1959), de Guido Brignone.